# Манакін-вертун золоточубий
Манакін-вертун золоточубий (Neopelma chrysocephalum) — вид горобцеподібних птахів родини манакінових (Pipridae).

## Поширення
Поширений в Гвіані, на півдні Венесуели та в північно-західній частині басейну Амазонки (в Колумбії, Бразилії та Перу). Його природними середовищами існування є субтропічні або тропічні вологі рівнинні ліси та субтропічні або тропічні сухі чагарники.

## Опис
Дрібний птах, завдовжки 13 см. Він має золотисто-жовтий гребінь з темною облямівкою, а решта голови сірого кольору; спинка оливково-зелена; світло-сірувате горло та груди та кремовий живіт. Райдужка світло-жовта.